# 張智成
張 智成（拼音: Zhāng Zhìchéng、チャン・ヂーチェン）は、マレーシアの男性歌手。中国系マレーシア人(客家人)で台湾、香港などで活動する。
英語名は、智成の中国語ピン音表記のZhìchéngを一部省略した「Z-Chen」。日本語ではゼット・チェンもしくはゼット・チャンと片仮名表記される場合があるが、公式な日本語表記は無い。
マレーシアで活動を始めたのち、台湾でもアルバムを発売。さらに中国大陸、香港など東南アジアの中国語文化圏で活躍する。「R&B小王子」と呼ばれる。歌手の梁静茹（フィッシュ・リョン）はいとこにあたる。

## 経歴
- 2001年、アルバム『名字』をマレーシア華研国際音楽より発売してデビュー。
- 2002年、アルバム『May I Love You?』を台湾華研国際音楽より発売。これが台湾でのデビューとなる。
- 2003年、アルバム『凌晨三點鐘』をリリース。CDジャケットは東京（新宿・渋谷など）で撮影された。
- 2005年、アルバム『HAPPINESS 快樂』を香港にてリリース。しかし台湾では発売されずファンによるアルバム発売を求める署名運動がおこる。
- 2006年、署名運動の結果、アルバム『愛情樹』が台湾などでリリースされる。このアルバムは『HAPPINESS 快樂』に新曲が追加された形になっている。
- 2009年、マレーシアでは4月、台湾では7月にアルバム『暗戀』をリリース。
- 2011年、アルバム『你愛上的・・・』をリリースした。
- 2012年
- 2013年、AIM（Anugerah Industri Muzik）中国系部門にて最佳演唱男歌手を受賞。アルバム『你愛上的・・・』が最佳専輯（最優秀アルバム）に選ばれた。[1]

- 2013年、アルバム『記得是最好的遺忘』をリリースした。１から８番目まで他アーティストのカバー曲。 曲順より原曲を歌った歌手名。　  01 吳宗憲　　02 鄭秀文　　03 陳慧琳　04 阿桑　05 可米小子　06 陳潔儀 　07 林志炫&柯以敏　　08 裘海正 。　09と10は張智成による新曲。
- 2016年　各種音楽配信サイトにて新曲「我愛的人不愛我」をリリース。
- 2017年 3月10日　アルバム「18」をリリース。
- 2017年　6月20日　謝和弦 R-chord とのコラボレーション曲　 「在沒有你以後 Without you Feat. 張智成 Z-Chen 」がYouTubeにて公開される。
- 2017年12月6日　YouTubeの「年 YouTube 回顧（臺灣）」チャンネルが選ぶ、「2017 年熱門音樂影片（臺灣）」（2017年に人気のあった音楽ビデオ10曲）に「在沒有你以後」が選ばれている。

## ディスコグラフィ

### アルバム
- 2001年11月26日 - 《名字》
  - 華研国際音楽（マレーシア）からリリース。